# Mika Vainio
Mika Tapio Vainio (Helsinki, 15 maggio 1963 – Trouville-sur-Mer, 12 aprile 2017) è stato un musicista finlandese.
Dopo aver suonato in alcune formazioni industrial durante i primi anni novanta ed essere stato membro dei Pan Sonic dal 1993, Vainio intraprese parallelamente una carriera solista adottando anche l'alias Ø.

## Stile musicale
Citato fra i primi musicisti ad aver realizzato, assieme a Ryoji Ikeda, "paesaggi sonori per segnali acustici", Vainio incise materiale più glitch e meno "techno" rispetto a quella dei Pan Sonic, mentre con i lavori attribuiti a Ø scelse una musica caratterizzata da "sonorità meccaniche irregolari, ritmi mutanti, tessiture sonore ostinatamente disarmoniche, impulsi discontinui provenienti da misteriose bande di frequenza su canali separati."

## Discografia parziale

### Mika Vainio
- 1997 – Onko
- 1999 – Ydin
- 2000 – Kajo
- 2002 – Invisible Architecture #2 (con Fennesz)
- 2003 – Sokeiden maassa yksisilmäinen on kuningas
- 2003 – GRM Experience (Mika Vainio / Christian Fennesz / Christian Zanési)
- 2003 – Nine Suggestions (con John Duncan e Ilpo Väisänen)
- 2006 – Revitty
- 2009 – Aineen Musta Puhelin / Black Telephone Of Matter
- 2011 – Life
- 2012 – Fe3O4 – Magnetite

### Ø
- 1994 – Metri
- 1996 – Olento
- 1997 – Mikro Makro (con Noto)
- 1997 – Tulkinta
- 1998 – Wohltemperiert (con Noto)
- 2005 – Kantamoinen
- 2006 – Aste
- 2008 – Oleva
- 2011 – Heijastuva
- 2014 – Konstellaatio